# Pla de la Sala
Pla de la Sala és una masia barroca de Gurb (Osona) inclosa a l'Inventari del Patrimoni Arquitectònic de Catalunya.

## Descripció
Edifici civil. Masia de planta rectangular amb el carener perpendicular a la façana, orientada a ponent. Formant angle recte i adossat a la façana hi ha un cos de porxos de planta baixa i dos pisos, com la casa. El cos antic, actualment amb la façana a ponent i un balcó damunt el portal producte de la reforma, té també un altre portal orientat a migdia i inutilitzat. Al cos de l'edificació s'hi annexiona també una masoveria.
La part superior de la casa està envoltada per jardins, hi ha també una piscina. Els materials constructius són la pedra, arrebossada i pintada recentment. Els elements de ressalt són de pedra vista. L'estat de conservació és bo.
Són notables les finestres forjades que es troben al cos de porxos i que daten del segle xviii.

## Història
Casa d'antiga tradició coneguda per la Sala però que durant l'Edat Mitjana fou adquirida per Jaume Pla de Manlleu a l'any 1432. A les darreries del segle xv, la documentació registra els habitants del mas com a Pla de la Sala, cognom que encara es conserva i que és poc freqüent, ja que és compost i d'origen tardà.
Josep Pla de la Sala i Oliva feu notables reformes a la masia vers l'any 1767.